# 鯛浜橋
鯛浜橋（たいのはまばし）は、徳島県の今切川に架かる橋。徳島市川内町榎瀬と板野郡北島町鯛浜を結ぶ。

## 概要
徳島市と北島町を結ぶ主要地方道、徳島県道29号徳島環状線・徳島県道39号徳島鳴門線に架かる。橋名の由来は北島町鯛浜から名づけられた。

## 隣の橋梁
（上流） - 今切川河口堰 - 鯛浜橋 - 共栄橋 - （下流）